# Eskilstuna
Eskilstuna [ˈɛskilstʉːna] ist die größte Stadt der schwedischen Provinz Södermanlands län, im Nordwesten der historischen Provinz Södermanland. Eskilstuna ist der Hauptort der gleichnamigen Gemeinde.

## Geografie

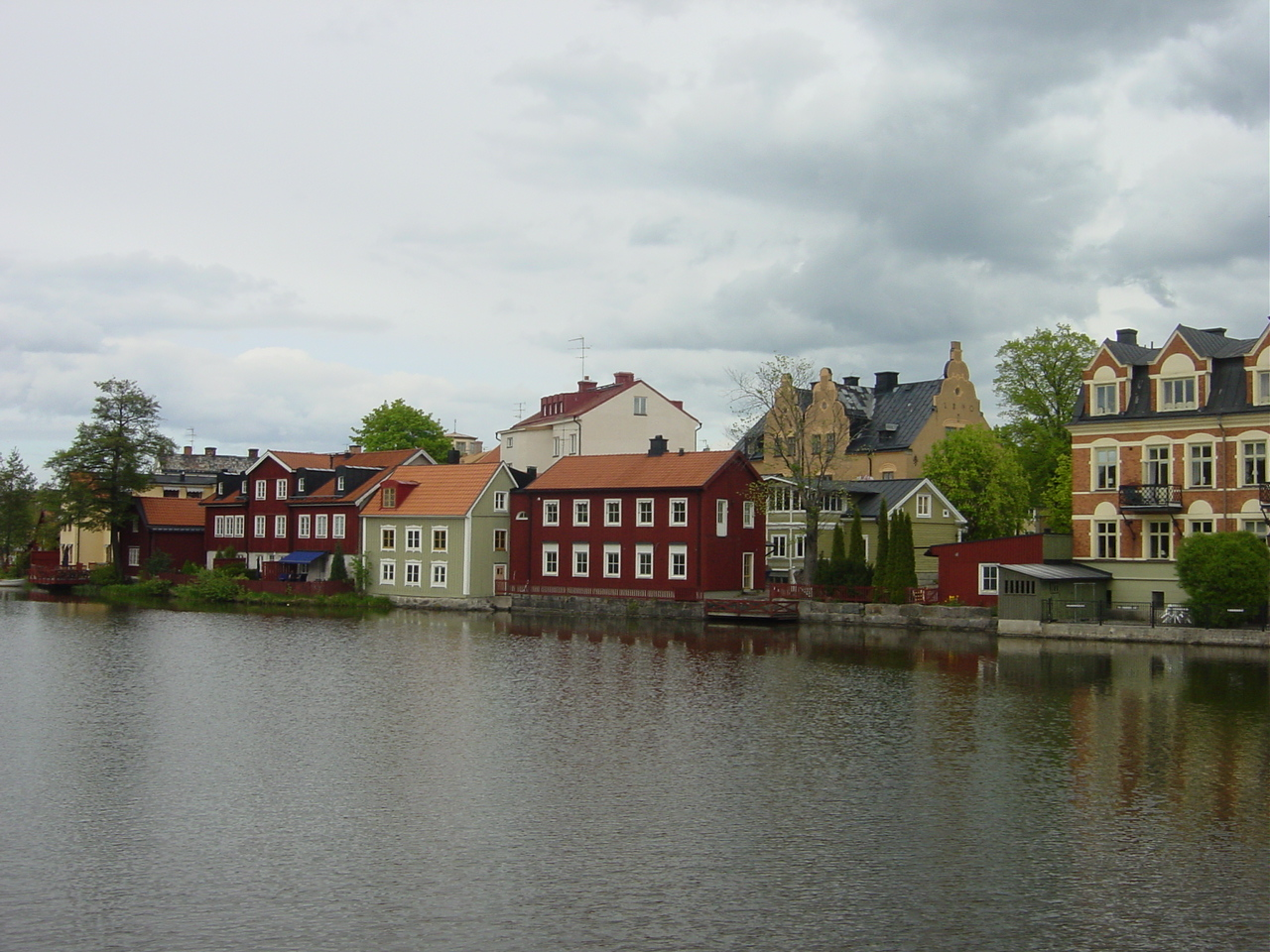
Eskilstuna (Gamla Stad) mit Eskilstunaån

Eskilstuna liegt an einem kleinen Fluss zwischen den Seen Hjälmaren und Mälaren. Der Name des Flusses leitet sich vom Namen der Stadt ab und lautet Eskilstunaån.

## Geschichte

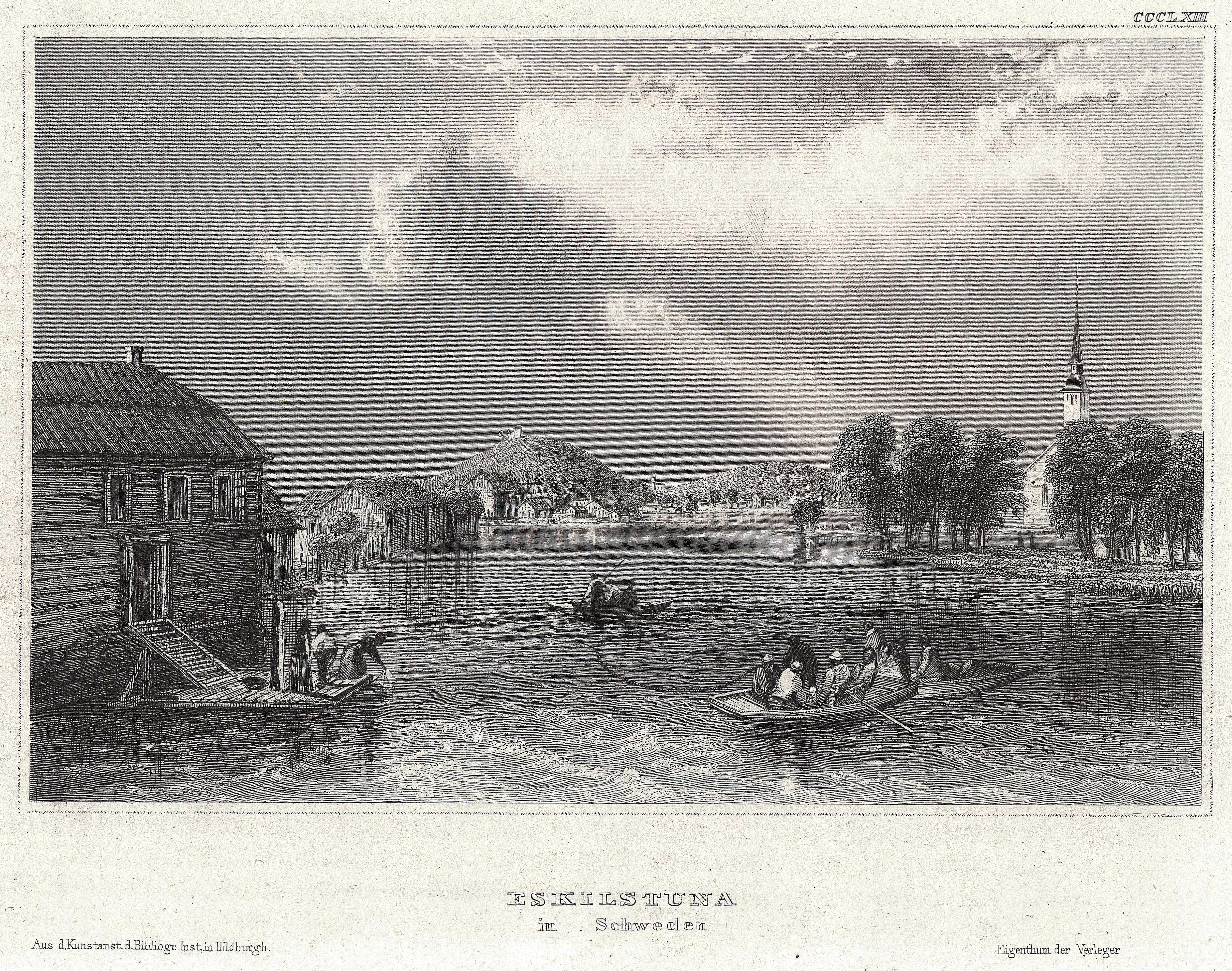
Blick auf Eskilstuna um 1840

Tuna war ein alter, hier früher gelegener Handelsplatz. Der heilige Eskil, ein englischer Missionar, wurde an seinem Bischofssitz Tuna um das Jahr 1080 begraben. Er gab der späteren Stadt ihren Namen. Der Bischofssitz wurde noch vor 1120 nach Strängnäs verlagert. Das Johanniterkloster von Tuna gehörte mit der Siedlung zur Stadt Torshälla. Auch die Johanniter gingen 1170 von Tuna nach Strängnäs.

### Karl Gustavs stad

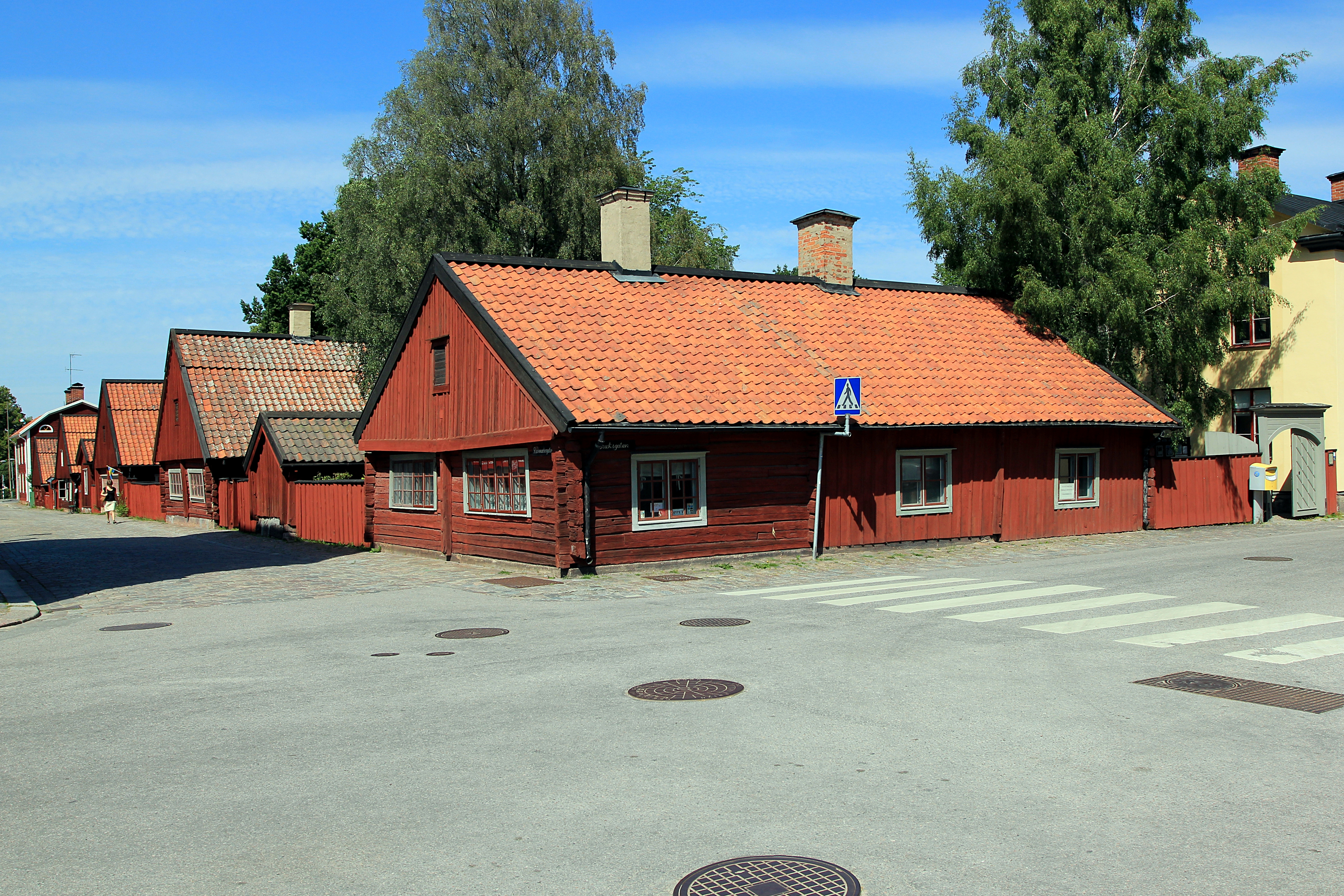
Schmiedehäuser der Carl Gustafs stad

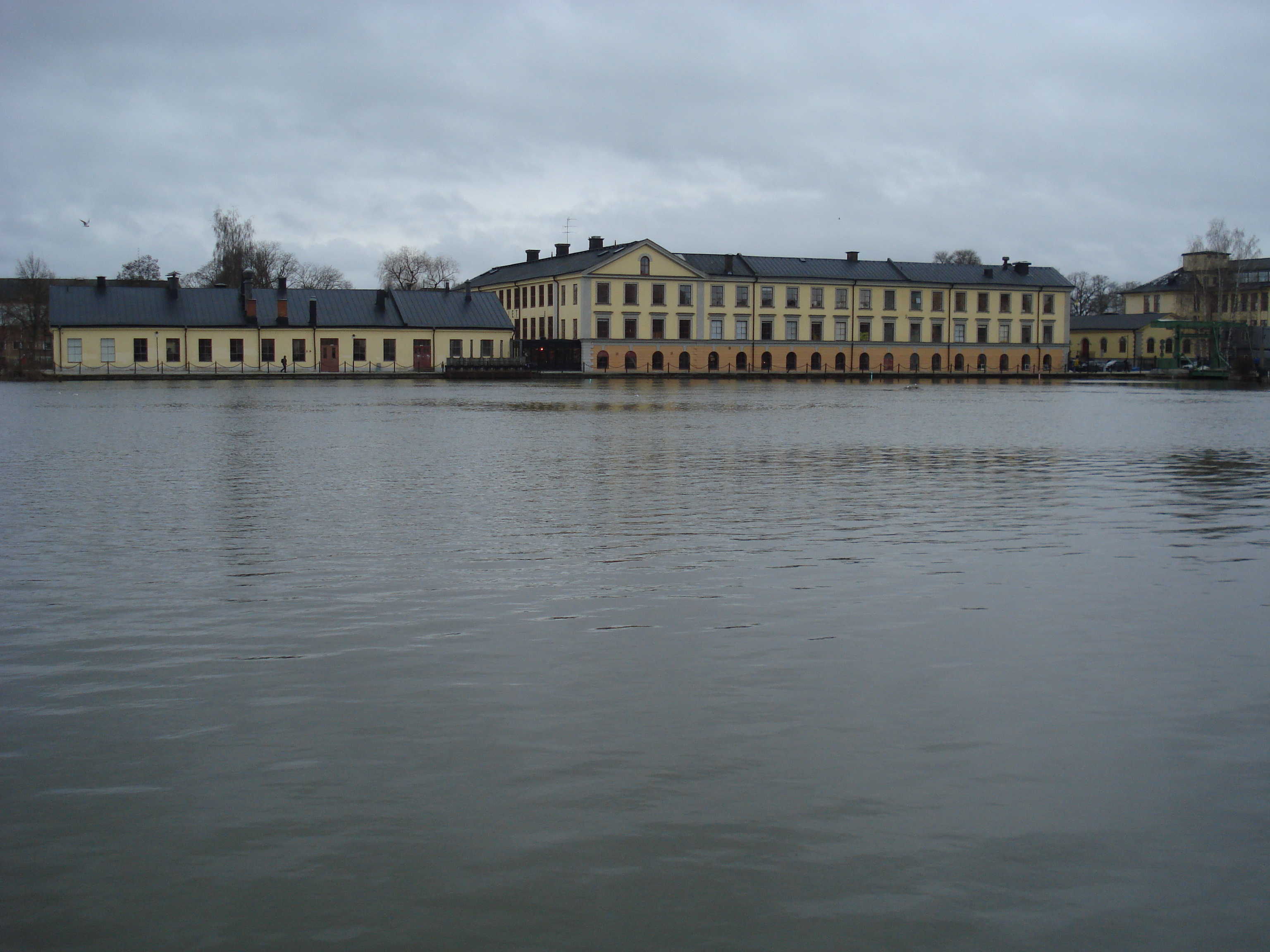
Carl Gustafs stads gevärsfaktori

Im 17. Jahrhundert begann bei Eskilstuna die Verarbeitung von Metall. 1654 gründete Reinhold Rademacher aus Riga (Schwedisch-Livland) eine Metallmanufaktur und Schmiede am Eskilstunaån. Am 25. Oktober 1659 erhielt die aufstrebende Siedlung bei dieser Manufaktur den Namen Karl Gustavs stad und die Stadtrechte. König Karl X. Gustav verlieh ihr umfangreiche Privilegien und ein Wappen. In den 1740er Jahren wurde die Neustadt abgetrennt und mit der alten Siedlung Tuna zu Eskilstuna vereinigt.
Karl Gustavs stad entwickelte sich seitdem westlich des Flusses und wurde 1771 als Carl Gustafs stad mit den Rechten einer Freistadt ausgestattet. Die Privilegien enthielten die Befreiung von Kronsteuer, Zoll und Accisen. Zahlreiche Betriebe waren kleinbäuerlich geprägt, aber jeder Hof unterhielt eine Werkstatt um in den Genuss der Steuervorteile zu kommen. Seitdem wuchs die Stadt und wurde für ihre Kleineisenindustrie und Rüstungsindustrie bekannt. Die Gewehrfabrik Carl Gustafs stads gevärsfaktori wurde 1812 vom Staat gekauft und produzierte von 1813 bis 1969 in neuen Gebäuden auf dem Faktorieholm. 1906 wurde die Museumsschmiede Rademachersmedjorna eingerichtet.

### Stadt Eskilstuna

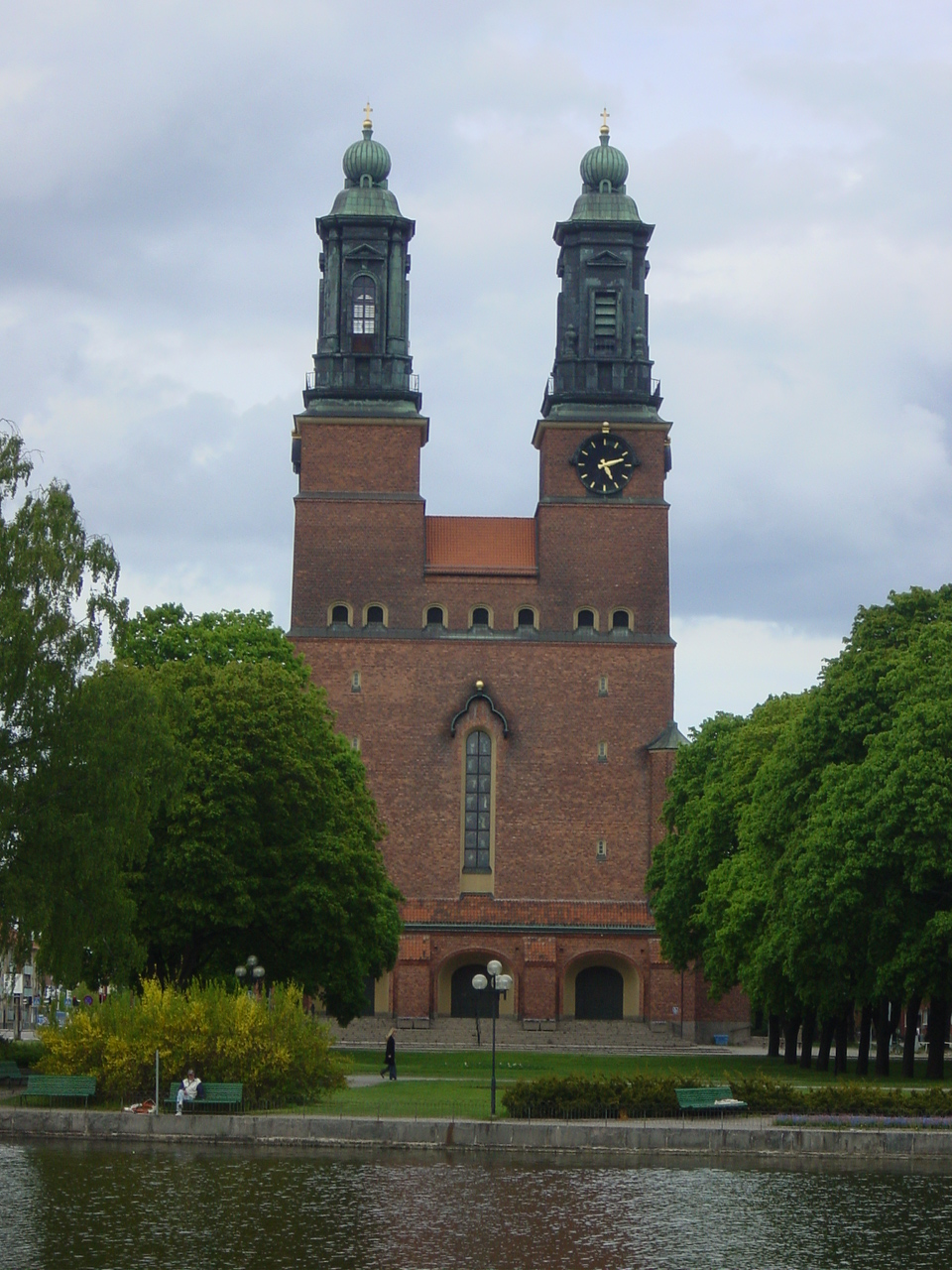
Klosters Kirche in Eskilstuna, 1929 erbaut

Am 17. September 1660 wurde Tuna von Torshälla abgetrennt und die Stadtrechte von Karl Gustavs stad auf Tuna erweitert (heute Gamla stad). Seit dem Zuwachs durch die Neustadt führte die Stadt den Namen Eskilstuna. Am 2. März 1833 wurde Eskilstuna mit Carl Gustafs stad zur Stadt Eskilstuna vereinigt. 1881 hatte die Stadt 8286 Einwohner. 1907 wurden Fors, Nyfors und Kloster eingemeindet.

### Gemeinde Eskilstuna
1971 ging Eskilstuna in der heutigen Großgemeinde Eskilstuna mit über 100.000 Einwohnern auf. Torshälla ist als ehemals älteste Stadt der Gemeinde eine Titularstadt mit beschränkter Selbstverwaltung und etwa 7600 Einwohnern (Dez. 2010). Eine Spaltung der Gemeinde mit Eskilstuna bzw. Torshälla als Hauptorten wurde mit Bürgerentscheid 2006 abgelehnt.

## Sehenswürdigkeiten
Besonders sehenswert ist die Museumsschmiede Rademachersmedjorna. Hier kann man den Schmieden und Handwerkern bei der Arbeit zusehen, die sie noch auf traditionelle Weise betreiben. Der alte Handelshof Tingsgården beherbergt eine Glas- und Keramikgalerie. Das Stadtmuseum befindet sich im repräsentativen Bau, der 1813 für die Gewehrfabrik errichtet wurde. Die größte Kirche der Stadt wurde 1929 im Stadtteil Kloster fertiggestellt. Außerdem befindet sich in Eskilstuna der beliebte Freizeitpark Parken Zoo.
Des Weiteren gibt es in Eskilstuna die Re Tuna Återbruksgalleria. Das ist das erste Kaufhaus, das ausschließlich gebrauchte, recycelte oder upcycelte Produkte verkauft.

## Wirtschaft
Eskilstuna ist eine Industriestadt, die insbesondere für die Produktion von Werkzeug und Waffen bekannt ist. Die Carl Gustafs stads gevärsfaktori produzierte bis 2012 und wurde durch die Produktion von Maschinenpistolen und Panzerfäusten international bekannt.
Außerdem ist in Eskilstuna ein wichtiger Produktionsstandort des Baumaschinenherstellers Volvo Construction Equipment, welcher zum Konzern Volvo AB, mit Hauptsitz in Göteborg, gehört.

## Verkehr
Eskilstuna liegt an der Autobahn E 20 und hat einen Bahnhof. Der Flugplatz Eskilstuna liegt 13 km östlich des Ortes.

## Sport
Eskilstuna ist Heimatort des Fußballvereins AFC Eskilstuna, der in der Superettan, der zweithöchsten schwedischen Spielklasse, antritt. Der Eskilstuna Guif spielt in der ersten Handballliga Handbollsligan. Des Weiteren besitzt Eskilstuna eine Trabrennbahn.

## Söhne und Töchter der Stadt
- Rickard Åkerman (* 1991), Handballspieler
- Alicia Agneson (* 1996), Schauspielerin
- Kennet Andersson (* 1967), Fußballspieler
- Kristján Andrésson (* 1981), isländischer Handballspieler und -trainer
- Maja Åskag (* 2002), Leichtathletin
- Gunilla Axén (* 1966), Fußballspielerin
- Joakim Berg (* 1970), Musiker
- Emil Berggren (* 1986), Handballspieler
- Mikail Bill (* 1991), E-Sport-Spieler
- Greta Carlsson (1898–1980), Schwimmerin
- Marcus Danielson (* 1989), Fußballspieler
- Andreas Flodman (* 1993), Handballspieler
- Börje Fredriksson (1937–1968), Jazzmusiker
- Peter Fröjdfeldt (* 1963), Fußballschiedsrichter
- Folke Frölén (1908–2002), Vielseitigkeitsreiter
- Daniel Gildenlöw (* 1973), Musiker
- Madeleine Gustafsson (* 1980), Handballspielerin
- Mats Hallin (* 1958), Eishockeyspieler
- Gunnar Hallkvist (1914–2014), Eisschnellläufer
- Eric Johansson (* 2000), Handballspieler
- Kjell Johansson (1946–2011), Tischtennisspieler
- Göran Kropp (1966–2002), Extrembergsteiger
- Martin Küchen (* 1966), Jazz- und Improvisationsmusiker
- Sebastian Larsson (* 1985), Fußballspieler
- Ingvar Lindberg (1911–1970), Eisschnellläufer
- Anni-Frid Lyngstad (* 1945), Sängerin
- Axel Persson (1888–1955), Radrennfahrer
- Daniel Pettersson (* 1992), Handballspieler
- Wivan Pettersson (1904–1976), Schwimmerin
- Filip Rogić (* 1993), schwedisch-kroatischer Fußballspieler
- Ulrika Segerberg (* 1976), Künstlerin
- Tomas Svensson (* 1968), Handballspieler
- Stefan Therstam (* 1958), Organist
- Kerstin Thorvall (1925–2010), Schriftstellerin, Illustratorin und Journalistin
- Sasa Todosijevic (* 1980), Handballspieler
- Mika Väyrynen (* 1981), finnischer Fußballspieler
- Eskil Wedholm (1891–1959), Schwimmer
- Gustaf Wejnarth (1902–1990), Leichtathlet
- Hans Wilhelmsson (1936–2004), Eisschnellläufer

## Personen, die mit der Stadt in Verbindung stehen
- Markus Maskuniitty (* 1963), Hornist

## Partnerstädte
Eskilstuna hat 14 Partnerstädte, u.a,:
- Erlangen, Deutschland
- Esbjerg, Dänemark
- Stavanger, Norwegen